# Drosophila sattalensis
Drosophila sattalensis är en tvåvingeart som beskrevs av Fartyal och Singh 1994. Drosophila sattalensis ingår i släktet Drosophila och familjen daggflugor.
Artens utbredningsområde är Indien.